# Vladimír Vašíček
Vladimír Vašíček (Mistřín u Kyjova, 29 de Setembro de 1919 — Svatobořice, 29 de Agosto de 2003) foi um pintor tcheco, um dos pioneiros e clássicos da pintura moderna e abstrata da Checoslováquia no período pós-Segunda Guerra Mundial.